# Иллюминированная рукопись

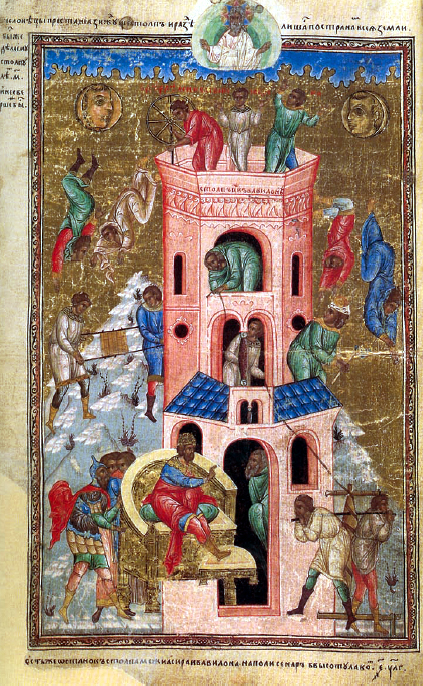
«Вавилонская башня». Древнерусская миниатюра из «Христианской топографии Косьмы Индикоплова» (1539)

Иллюминированные рукописи (от лат. illumino — "освещаю", "делаю ярким", "украшаю") — рукописные средневековые книги, украшенные красочными миниатюрами и орнаментами. 
В русской традиции помимо термина «иллюминированные» для рукописных книг с миниатюрами часто используется термин "лицевые рукописи", то есть рукописи «в лицах», живописные иллюстрации которых имеют своим ближайшим назначением не столько украшать рукописную книгу, сколько пояснять её текст. Название «лицевые рукописи» применяется для отличия их от манускриптов, не украшенных совсем или украшенных только заставками и инициалами. «Иллюминированная рукопись» более широкое понятие чем «лицевая рукопись», обозначающее вообще любой украшенный манускрипт. 
С изобретением книгопечатания рукописные книги постепенно практически вышли из употребления.

## Техника
Для создания книг использовались краски из натуральных пигментов, в результате получались удивительные по насыщенности и глубине красные, синие, зелёные, жёлтые и прочие цвета. Помимо этого для создания миниатюр использовалось серебро и золото.

## Иллюминированные рукописи по регионам и эпохам

### Армянское иллюминирование
|                                                                                                   |  |
| 1. Страница «Истории Армении» Мовсеса Хоренаци, рук. XIV века. 2. Художник Саргис Пицак, 1338 год |  |

Из сохранившихся около 30 тыс. армянских средневековых рукописей около 10 тыс. являются иллюстрированными, из которых 5-7 тыс. — полноценными миниатюрами. Древнейшие сохранившиеся армянские миниатюры относятся к VI—VII векам. Полностью иллюстрированные книги сохранились с IX века. В числе наиболее ранних из них «Евангелие царицы Млке» (862 год) и «Эчмиадзинское Евангелие» (989 год). Существовали киликийская, гладзорская, васпураканская, татевская и др. школы армянской миниатюры.  В Средневековье были созданы особые руководства по изобразительному искусству — «Паткерусуйцы». Наиболее ранний из сохранившихся «Паткерусуйцев» рукопись XV —  XVI веков. Среди известных средневековых армянских миниатюристов Ованес Сандхкаванеци, Торос Рослин, Момик, Акоп Джугаеци и др.

### Иллюминирование в Византии
Искусство создания иллюминированных рукописей в Византии продолжает античную традицию, к которой можно отнести старейшие известные рукописи, такие как Амброзианская Илиада и Венский Диоскорид. В период иконоборчества литургическая книжная живопись свелась к изображению креста и различных орнаментов. К правлению македонской династии относится т. н. македонский ренессанс, когда произошли важные стилистические сдвиги в монументальном искусстве и мозаике. от этого времени до нас дошло довольно большое количество рукописей, самая ранняя из которых — выполненный между 880 и 883 гг. для Василия I кодекс св. Григория Назианзина.
Вторая половина XI века и весь XII век являются классической эпохой византийского искусства. С конца XI века миниатюра начинает играть исключительно видную роль, поскольку экспансия столичного искусства была теснейшим образом связана с проникновением легко перевозимых рукописей в самые отдаленные области обширной империи. К этому времени окончательно складывается чисто миниатюрный стиль. В отличие от рукописей X века миниатюры редко занимают целый лист. Лишенные обрамлений либо заключенные в узкие рамочки, они располагаются в виде крохотных изображений на полях и в тексте, образуя вместе с последним строгое композиционное единство.
В XII веке искусство миниатюры находится в упадке, а к XIII веку относится большое количество качественных рукописей, вышедших как в столице Византийской импекрии,  так и в провинциях.

### Кельтское иллюминирование
Книги, созданные в конце первого тысячелетия нашей эры на Британских островах считаются одним из наиболее ярких памятников в общем наследии кельтской культуры, являясь заметным вкладом в мировую художественную культуру в целом. Три наиболее ярких примера таких Евангелий — Келлская книга, а также Линдисфарнское и Дарроуское Евангелия.

### Иллюминирование эпохи Каролингского возрождения
Книжная культура эпохи Каролингов сосредотачивалась вокруг придворного кружка в Ахене, представлена она была «Школой Карла Великого» и «Группой Ады» (Ада - сестра императора). Миниатюристы дворцовой школы испытывали как влияние гиберно-саксонской традиции, так и византийское и итальянское влияния. После смерти Карла Великого традиции оформления рукописей были сохранены в скрипториях Реймса, Тура и Меца. С IX века каролингская традиция начинает подвергаться ещё большему островному влиянию (так называемому франко-саксонскому), что привело к новой эре в оформлении книг — оттоновскому периоду (с X века).

### Еврейское иллюминирование

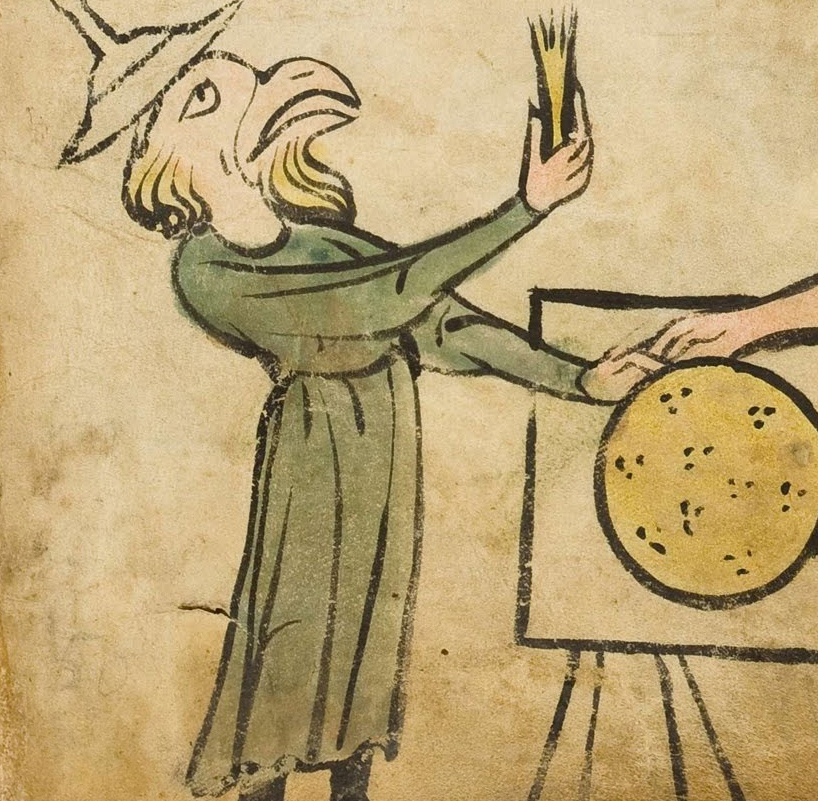
Иллюстрация из «Птичьей Агады». Ок. 1300

Еврейские иллюминированные рукописи содержат в себе исключительно религиозные тексты: Пятикнижие Моисея или его фрагменты, Свиток (мегилат) Эстер. 
Встречается влияние исламских и западно-христианских традиций рукописи, в зависимости от места, где была написана рукопись. Некоторые еврейские рукописи оформлены художниками-иноверцами по заказу еврейской общины. Иногда в рукописях можно встретить отражения художественных ограничений, наложенных второй из Десяти заповедей. Выдающийся пример — «Птичья Агада», созданная около 1300 года в Южной Германии, в которой персонажи-евреи изображены с птичьими головами.

### Готика и начало эпохи Возрождения
В эпоху Позднего средневековья (конец XIV — XV вв.) стали появляться книги, адресованные не священнослужителям, а представителям аристократии (например, рыцарские романы). В соответствии с этим изменяется и содержание рукописных книг: религиозные тексты всё ещё популярны, однако высокопоставленных заказчиков интересует и светская литература. На первый план выходит оформление книги, её декор, миниатюры. Наряду с уже известными приёмами: вычурными инициалами, орнаментальными бордюрами, популярность приобрели многофигурные композиции, часто полностью занимающие страницу, а то и целый разворот. Появилась мода на виньетки, в которые были вписаны сценки из повседневной жизни.
В это время появились известные рукописные кодексы: «Большие французские хроники», «Великолепный часослов герцога Беррийского» и «Апокалипсис Сен-Севера», «Библия Жеронимуш», манускрипты Робине Тестара, выполненные для Карла Ангулемского и Луизы Савойской (в том числе «Нравоучительная книга о шахматах любви»), «Книга сокровищ герцогини Анны Баварской» (манускрипт созданный Гансом Милихом в середине XV века), «Парижская псалтырь» из Византии, древнерусское «Евангелие Хитрово».